# Tychowo
Tychowo [tɨ'xɔvɔ'], tyska: Groß Tychow, kasjubiska: Tëchòwò, är en småstad i nordvästra Polen, belägen i distriktet Powiat białogardzki i Västpommerns vojvodskap, 21 kilometer sydost om distriktets huvudort Białogard. Tätorten Tychowo hade 2 530 invånare år 2014 och är centralort för en stads- och landskommun med sammanlagt 7 000 invånare.

## Geografi
Orten ligger mellan de mindre vattendragen Liśnica och Leszczynka, 21 kilometer sydost om distriktshuvudorten Białogard, i riktning mot Szczecinek.

## Administrativ indelning
Tychowo är en stads- och landskommun och indelas i följande kommundelar (sołectwo):
- Tychowo (centralort, tyska: Groß Tychow)

- Borzysław (Burzlaff)
- Bukówko (Neu Buckow)
- Czarnkowo
- Dobrowo (Klein und Groß Dubberow)
- Drzonowo Białogardzkie (Drenow)
- Dzięciołowo (Dimkuhlen)
- Kikowo
- Modrolas (Mandelatz)
- Motarzyn (Muttrin)
- Osówko (Wutzow)
- Pobądz (Pobanz)
- Sadkowo (Zadtkow)
- Słonino
- Smęcino (Schmenzin)
- Stare Dębno (Damen)
- Trzebiszyn (Johannsberg)
- Tyczewo (Tietzow)
- Warnino (Warnin)
- Wicewo
- Zaspy Wielkie

## Historia

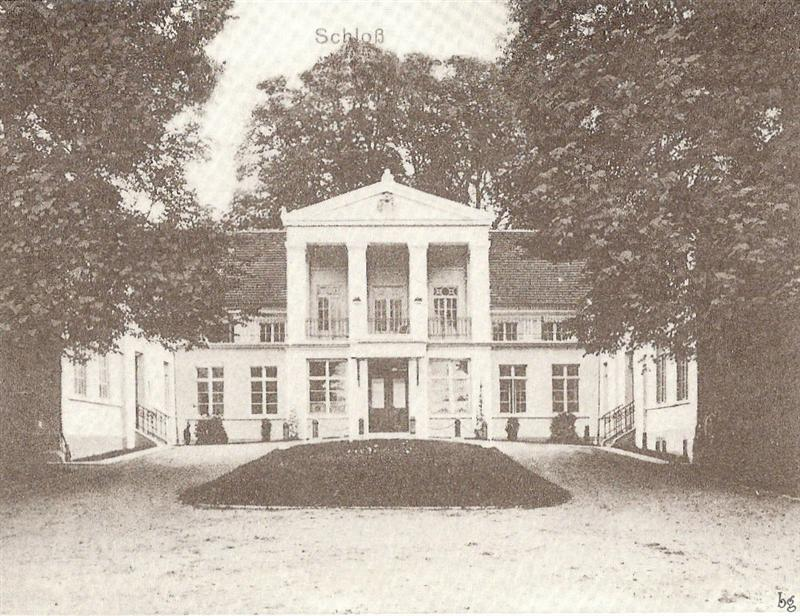
Familjen von Kleists slott i början av 1900-talet.

Orten omnämns första gången i ett dokument från 1250, som en by grundad under den tyska adelssläkten von Kleist, och blev under medeltiden säte för Tychow–Dubberow-grenen av släkten. Den moderna tyska namnformen Gross Tychow omnämns första gången som Groten Tichow 1540. Ortnamnet liknar flera andra i området och kommer från en rot som betyder "lugn". Godset kom att bli i släkten von Kleists ägo ända fram till 1945. Den klassicistiska slottsbyggnaden uppfördes av Peter Christian von Kleist omkring 1775 men förstördes i samband med krigsslutet 1945. Efter att orten tillfallit Polen genom Potsdamöverenskommelsen 1945 fördrevs den tysktalande befolkningen och kom att efter kriget successivt ersättas av bosättare från andra delar av Polen och flyktingar från områdena öster om Curzonlinjen.
Under andra världskriget låg i Gross Tychow från maj 1944 till februari 1945 det tyska krigsfånglägret Stalag Luft IV, där huvudsakligen amerikanska och brittiska flygare satt fängslade.
Orten Tychowo fick formell status som stad år 2010, och är därmed en av Polens yngsta städer med avseende på stadsrättigheter.

## Kommunikationer
Tychowos järnvägsstation ligger i västra utkanten av stadskärnan och trafikeras av regionaltåg på linjen Szczecinek – Tychowo – Białogard – Kołobrzeg. Genom orten passerar de regionala vägarna DW 167 (Koszalin – Tychowo – Ogartowo) och DW 169 (Byszyno – Tychowo – Głodowa).

## Kända invånare
- Darius Kaiser (född 1961), polsk-tysk tävlingscyklist.